# Daniel Gardiole

## Biographie
Daniel Gardiole, né à La Courneuve en Seine-Saint-Denis, est un pianiste, pédagogue et producteur français. Issu d’une famille antillaise de onze enfants, il grandit dans la Cité des 4000, et découvre très jeune le piano. Son parcours, salué par la critique, le place aujourd’hui parmi les interprètes français les plus sensibles de sa génération, reconnu pour son expressivité, la richesse de ses timbres et son engagement dans des répertoires peu explorés.

## Formations et débuts
Daniel Gardiole commence ses études musicales au Conservatoire à rayonnement régional d’Aubervilliers-La Courneuve, où il obtient en 2006 son Diplôme d’Études Musicales (DEM). Il se distingue en piano, musique de chambre, formation musicale et déchiffrage, recevant notamment un premier prix avec félicitations du jury. En 2007, il devient Lauréat du Royaume de la musique, Fondation de l’académie des Beaux-Arts.
Il poursuit son apprentissage  à l’ École normale de musique de Paris « Alfred Cortot », dans la classe de Marian Rybicki, où il obtient le Diplôme supérieur d’enseignement, premier nommé à l’unanimité. Son perfectionnement se poursuit au Pôle Supérieur de Paris-Boulogne-Billancourt, dans les classes de Mickaël Ertzscheid, Hortense Cartier Bresson et Billy Eidi.

## Carrière musicale
En 2011, Daniel Gardiole enregistre un premier album en hommage à Paul Loyonnet  (1889-1988), mettant en lumière des compositeurs méconnus. Il réalise notamment la première mondiale de la Sonate Aube d’été de  Lucien Durosoir (1878-1955), inspirée d’un poème d'Arthur Rimbaud. Cette œuvre est présentée au public le 5 juin 2012 à l’Européen, sur un piano de concert Stephen Paulello,.
Son activité artistique s’illustre également par plusieurs collaborations marquantes : en 2013, il participe à l’enregistrement du Tournoiement des songes avec le trompettiste Clément Saunier et la Musique des gardiens de la paix. L’année suivante, il accompagne la soprano Sophie Geoffroy-Dechaume à Santiago du Chili pour interpréter  « Los Cantos del Capitán » de Sergio Ortega à partir du poème de Pablo Neruda "les Vers du capitaine",, dans un événement organisé par la Fondation Pablo Neruda.
En 2019, il crée l’œuvre Rire ou rêver pour deux pianos huit mains, composée par Anthony Girard, qui lui dédie ensuite la pièce Étincellement.
Reconnu pour son engagement envers un large répertoire, il se produit en solo, en duo avec d’autres artistes classiques et explore la musique baroque au clavecin.

## Démarche artistique
Daniel Gardiole cultive un rapport singulier au son et à la poésie musicale. Il considère que chaque programme est conçu comme un voyage sonore, du clair-obscur de Durosoir aux résonances poétiques de Debussy et Girard. Il affirme également vouloir offrir une vision cohérente dans ses enregistrements, où l’interprétation et la direction artistique dialoguent pleinement.
Son style est régulièrement salué pour son raffinement et son sens du silence : « Trop de pianistes n’osent aller jusqu’au silence. Chez Gardiole, il est assumé comme partie intégrante du son » (Gérard Condé, Diapason, nov. 2024). Diapason souligne également « une tension contenue soutenue par l’étirement à l’infini de la mélopée ».

## Reconnaissance
Son album D’Ombres et de Lumières (2024) reçoit un accueil élogieux :
- 5 Diapasons - Novembre 2024
- 4 étoiles Classica N°264 - Juin 2024
- Diffusion sur Reteto Scana Classica - Juin 2024
- Mention aux côtés de Martha Argerich, Maxim Vengerov et Itzhak Perlman par Classica
- Music Voice qualifie son interprétation de « parcours musical des ténèbres à la lumière »
- Bresciaoggi parle d’un « chef-d’œuvre à découvrir et redécouvrir »
- Diapason salue un « voyage musical empreint d’une intensité émotionnelle remarquable »

Classica souligne "une interprétation où la puissance n’écrase jamais le son, et où les sonorités évanescentes s’inscrivent dans la lignée des grands interprètes."
En novembre 2024, il sort Floraisons, un album pour piano solo et à quatre mains en collaboration avec la pianiste Mai Lan Morini. Ce disque explore les œuvres de Debussy, Hahn et Girard et reçoit un accueil enthousiaste :
- Music Map souligne « une finesse et une intelligence musicale rares »

- De Artes décrit une « collaboration intergénérationnelle exceptionnelle »

## Engagement au sein du Festival Chant de la Terre
En plus de sa carrière musicale, Daniel Gardiole est vice-président du Festival Chant de la Terre, un événement annuel se déroulant au Jardin d'agronomie tropicale du Bois de Vincennes. Ce festival, dont la troisième édition a eu lieu du 13 au 15 septembre 2024, vise à créer une dynamique d’échanges et de partage porteuse de sens. Le cadre idyllique du jardin offre une écoute sereine et inspirante, autant pour le public que pour les artistes. La prochaine édition est prévue du 12 au 14 septembre 2025.
Le festival est conçu et organisé par l’Association Festivals le Chant de la Terre, avec le soutien de la Ville de Paris, de la Ville de Fontenay-sous-Bois, de la mairie de Paris-12ème, de la Ville de Vincennes, de la Ville de Nogent-sur-Marne et de la SPEDIDAM. Il propose une programmation éclectique, mêlant musique classique, contemporaine et musiques du monde, mettant en avant des artistes de divers horizons.

## Activité pédagogique
En parallèle de sa carrière de concertiste, Daniel Gardiole se consacre à l’enseignement. En 2015, il obtient son Diplôme d’État de professeur de piano au Pôle Supérieur 93 et intègre le Conservatoire Claude Debussy (Paris 17e) en tant qu’enseignant.
Il poursuit son activité musicale en solo, en musique de chambre ainsi qu’en formation baroque au clavecin.

## Producteur
Il est également producteur de ses enregistrements récents, assurant la conception, la direction artistique et le suivi intégral de ses projets, dans une logique d’indépendance et de cohérence artistique.

## Dédicaces
Plusieurs œuvres contemporaines ont été dédiées à Daniel Gardiole :
- Étincellement pour deux pianos et huit mains, d’Anthony Girard.
- Floraisons (pièce pour piano à quatre mains), dédiée à Daniel Gardiole et Mai Lan Morini par Anthony Girard.
- Souffle de la forêt, premier impromptu pour piano seul d’Anne de Boysson, avec la mention manuscrite : « à Daniel Gardiole et à son enthousiasmante audace ».
- Cosmos et Euphorie, deux pièces pour piano et bols de quartz, dédiées à son fils, Aloïs, par Anne de Boysson.

## Discographie
- Debussy, Hahn, Girard, Floraisons - Musique pour piano et piano à 4 mains, avec Mai Lan Morini, Da Vinci Classics, 2024
- Prokofiev, Girard, D'ombres et de lumières, avec la violoniste Tatiana Mesniankine, Da Vinci Classics 2024
- Bernhard van den Sigtenhorst Meyer, Durosoir, Ibert, L'aube des siècles, hommage à Paul Loyonnet[7], Corelia L'algarade2011.
- Le tournoiement des songes avec Clément Saunier, Philippe Ferro et la Musique des Gardiens de la paix, Corelia 2013.